# Heinrich von Rittberg (Politiker, 1789)
Graf Heinrich Georg Eduard von Rittberg (* 1789; † 1866) war ein preußischer Landrat im Kreis Stuhm (1827–1850) sowie im Kreis Deutsch Krone (1852–1858) der Provinz Preußen. Er besaß jeweils ein Rittergut in Spangenberg und Baalau, Kreis Stuhm. Zudem wirkte er Mitglied im Preußischen Abgeordnetenhaus von 1849 bis 1850 sowie von 1855 bis 1858.
Seine Eltern waren Anna Elisabeth Schach von Wittenau (* 1760; † 1793), Gutsherrin auf Spangenberg, und der Landschaftsrat Georg Albrecht Graf von Rittberg  (* 1758; † 1812). Heinrich gehörte dadurch genealogisch zur zweiten Linie, preußische Linie genannt, seines Adelsgeschlechts Rittberg. Er gründete mit der Offizierstochter Wilhelmine von Fritze (* 1791; † 1868) eine Familie und hatte mit ihr drei Kinder. Tochter Eveline war mit Hermann von Leipziger liiert. Der Sohn Heinrich Georg Adalbert Max Graf von Rittberg erbte  die Güter der Mutter, zuletzt betreut vom Vater, und heiratete 1859 Anna von Vegesack. Hauptwohnsitz der jungen Familie war Gut Stangenberg bei Nikolaiken. Der jüngste Sohn des Grafen, Oswald von Rittberg schlug erst eine Offizierslaufbahn ein, wurde Hauptmann, später Landrat vom Kreis Ueckermünde. Er gründete mit Hedwig von Enckevort-Vogelsang eine Familie und hatte drei Kinder. 